# Hermann Bückmann (Goldschmied)
Hermann Friedrich Wilhelm Bückmann (* um 1814 in Brünninghausen; † nach 1866) war ein deutscher Goldschmied, Hof-Juwelier sowie Gold- und Silberarbeiter.

## Leben

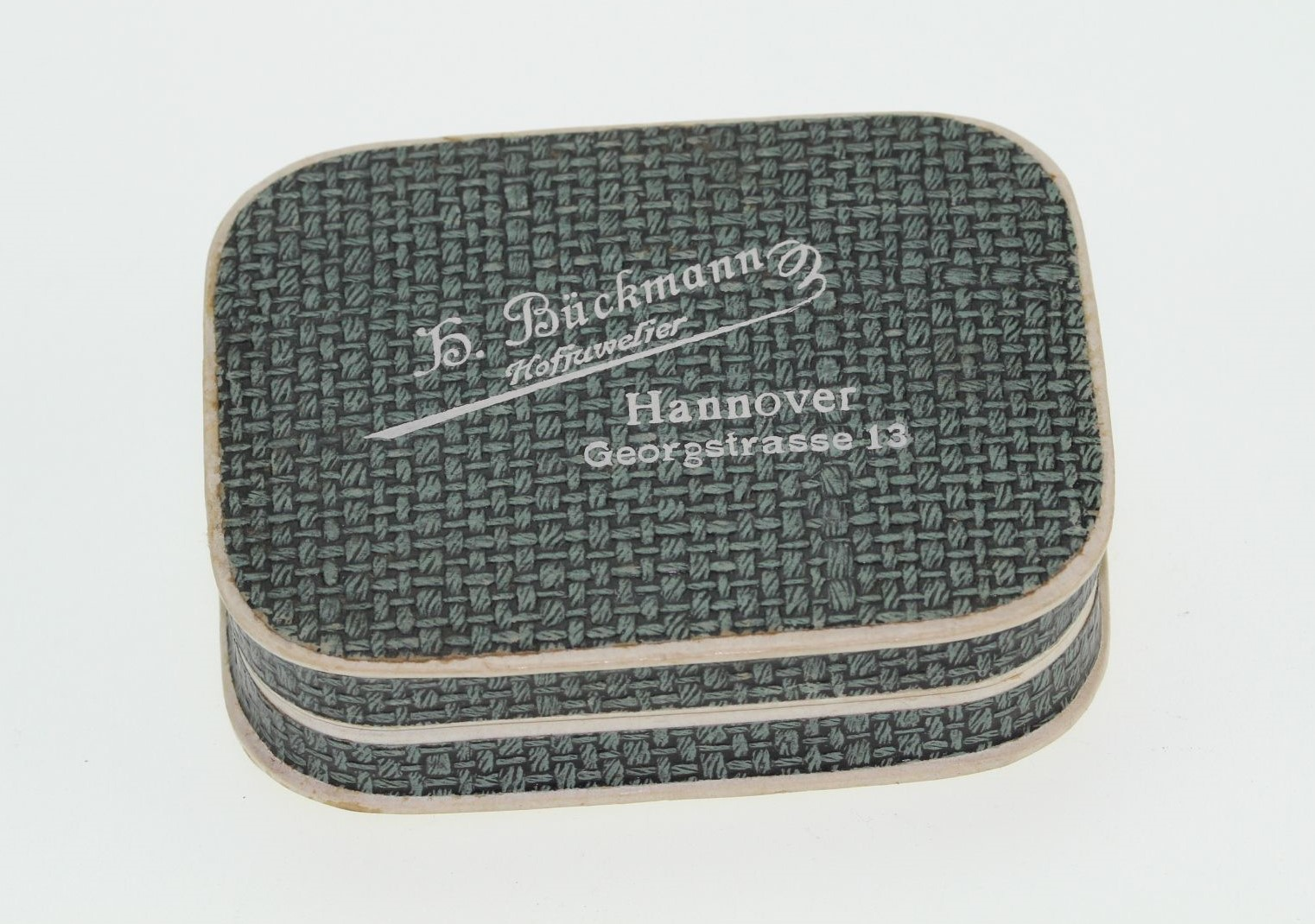
Schmuckschachtel des Hofjuweliers mit Sitz in der Georgstraße 18 in Hannover;
um 1915; Stadtmuseum Einbeck

Der etwa zu Beginn des Königreichs Hannover im Amt Lauenstein geborene Hermann Bückmann durchlief in Hannover eine Lehre bei Gustav Albert Kemnis und arbeitete anschließend während seiner sechs Jahre dauernden Wanderschaft in Wien, in der Schweiz sowie in Paris. 1841 erhielt er seinen Meisterbrief und legte am 29. Juni desselben Jahres den Bürgereid der seinerzeitigen Residenzstadt Hannover ab.
Bückmann heiratete die hannoversche Bürgerstochter Sophie Dorothee Täger. Dem Ehepaar wurde laut den Kirchenbüchern der Marktkirche am 21. April 1847 eine Tochter geboren.
Ab 1854 tauchte Bückmann in den Adreßbüchern der königlichen Haupt- und Residenzstadt Hannover als Hofjuwelier und selbständiger Gold- und Silberarbeiter auf, seinerzeit im Haus Leinstraße 22. Ebenfalls 1854 erhielt er während seiner Teilnahme an der Ersten Allgemeinen Deutschen Industrieausstellung in München eine Medaille. Zudem war er für seine Exponate auf verschiedenen vom Hannoverschen Gewerbeverein veranstalteten Gewerbeausstellungen im Königreich Hannover mit der Silbernen sowie der Großen Goldenen Medaille ausgezeichnet worden.
Spätestens 1863 hatte der Königliche Hof-Juwelier mit seinem „Lager von Juwelen, feinen und gewöhnlichen Bijouterien und Silberwaaren“ seinen Geschäftssitz im Haus Georgstraße 7, „der Bank gegenüber, neben British-Hôtel.“

## Gesellen
Bei Hermann Bückmann arbeiteten als Gesellen verschiedene bekannte Persönlichkeiten aus dem Goldschmiedegewerbe, so
- nach 1851 und 1855–1862: der aus Hameln stammende Georg Conrad Bade[1]
- 1856 und früher:
  - Georg Heinrich Kleemann[1]
  - zwei Mal Carl Heinrich Ludwig Lohmann[1]
- 1861:
  - Gustav Juzi aus Nörten, der im Folgejahr 1862 den Meistertitel erhielt[1]
  - der aus Hameln stammende Carl Bente[1]
  - Heinrich Hungerland aus Alfeld[1]
  - Heinrich Hupfeld aus Einbeck[1]
  - der aus Hannover gebürtige August Puse[1]
- 1862–1866: Carl Wilhelm Otto Rusch, der 1867 Meister wurde[1]

## Bekannte Werke
Werke Bückmanns finden sich vielfach in verstreutem Privatbesitz, wie etwa teils im Stil des zweiten Rokoko geschaffene Objekte wie Teekannen, Zuckerdosen und Zuckerkästen, Teekessel, Sahnekännchen, Branntweinskoplöffel oder Bowlenlöffel. Weitere Stücke sind beispielsweise
- ein Patene in Völksen;[1]
- ein von König Georg V. von Hannover 1861 gestifteter Kelch mit Patene für die Kirche in Groß Lobke bei Hildesheim;[1]
  - ebenfalls in Groß Lobke eine Abendmahlskanne, eine Oblatendose sowie ein Tablett;[1]
- im vormaligen hannoverschen Heimatmuseum, dem heutigen Historischen Museum Hannover:[1]
  - eine Schnupftabaksdose der „Königin-Husaren“[1]
  - ein Paar Pfefferstreuer[1]
- ein neugotischer, vergoldeter, 19 cm hoher Kelch in Mariensee bei Neustadt am Rübenberge[1]